# Damjan Krajišnik
Damjan Krajišnik (in serbo Дамјан Крајишник?; Bijeljina, 29 aprile 1997) è un calciatore bosniaco, centrocampista del Radnik Bijeljina.

## Caratteristiche
È un centrocampista centrale.

## Carriera
Cresciuto nel settore giovanile del Radnik Bijeljina, nel 2012 passa al Partizan dove gioca per tre stagioni nelle formazioni giovanili. Dal 2016 al 2017 fa ritorno in patria giocando con Podrinje Janja e Zvijezda 09 per poi trascorrere il biennio seguente in Danimarca con il Næstved. Nel 2020 fa ritorno in Serbia, firmando con il Mladost Lučani.